# 高靈郡
高靈郡（：／ Goryeong gun */?），是大韓民國慶尚北道西南部的一個郡，東鄰大邱廣域市，南界慶尚南道。西北有伽倻山，洛東江在東部流經。面積380.43方公里，2008人口36,047人。下分1邑、7面。42年伊珍阿鼓王建立大伽倻。525年併入新羅。757年始稱高靈。
88奧林匹克高速公路經過。

## 姐妹城市
- 大韓民國首爾瑞草區、全羅南道咸平郡